# Lysogénie
 (mars 2025).
Si vous disposez d'ouvrages ou d'articles de référence ou si vous connaissez des sites web de qualité traitant du thème abordé ici, merci de compléter l'article en donnant les références utiles à sa vérifiabilité et en les liant à la section « Notes et références ».
La lysogénie, ou cycle lysogénique, est l'une des deux voies de la reproduction virale, l'autre étant le cycle lytique. 

## Mécanismes
La voie lysogénique est intimement conditionnée par l'intégration du génome viral à celui de la cellule hôte. Cette séquence virale mêlé au génome hôte s'appelle un provirus (ou prophage pour les bactéries).
Bien que l'intégration du génome viral à celui de l'hôte soit réalisée, la cellule hôte n'entre pas en cycle lytique. Elle continue de vivre et multiplier, donc le provirus est transmis à la génération suivante au cours des divisions cellulaires. C'est la lysogénie.
Ce phénomène a été particulièrement bien décrit et étudié par le biologiste français François Jacob.

## Terminologie controversée
La dichotomie lytique/lysogénique a récemment été critiquée, car les deux notions ne sont pas à opposer, ne représentent pas la diversité des mécanismes d'infections des phages et sont souvent la source de classification et d'usage de mots approximatifs.
Les auteurs proposent de classer les types d'infection en 4 catégories :
- type I : phages à infection lytique et non tempérée (ex. : T4, T5) ;
- type II : phages à infection chronique et non tempérée (ex. : M13) ;
- type III : phages à infection lytique et tempérée (ex. : Lambda) ;
- type IV : phages à infection chronique et tempérée (ex. : CTXφ (en)).

La description du cycle de vie virale par les cycles lytiques et lysogénique est donc seulement correcte pour les phages de type III.
Les phages possédant une queue (Caudovirales) ne réalisent pas d'infections chroniques et ne se distinguent que sur leur potentiel lysogénique (types I ou III). 
Par ailleurs, les termes de « strictement lytique » ou « d'obligatoirement lytique » sont à favoriser par rapport à « phage virulent » qui est plus ambigu. Le terme « mutants virulent » peut être utilisé pour parler d'un phages strictement lytique mais génétiquement proche d'un phages tempérés (gènes nécessaire à la lysogénie présent dans le génome mais non actif). « Professionnellement lytique » désigne un phage strictement lytiques n'ayant pas de parentés avec des phages tempérés. Cette distinction peut s'avérer importante pour certaines applications, notamment dans le cas de la phagothérapie car il peut être intéressant de sélectionner des virus qui ne sont pas susceptible de redevenir lysogéniques.